# 崔振
崔振（？—？），字延根，博陵郡安平县（今河北省衡水市安平县）人，出自博陵崔氏的博陵第二房，北魏濮阳郡太守崔郁之子，北魏官员。

## 生平
崔振年少时有学问修养，在家中孝顺父母尊敬兄长，为宗族亲戚称赞。崔振家五代同居，家门中相互礼让。此后因为频繁遭遇荒年，才开始分家，崔振与哥哥崔挺退让田宅和资产，只留下墓田，家中空有墙壁四立，兄弟和顺愉快，手不释卷。崔振从中书学生出任秘书中散，在宫内谨慎严肃，为魏孝文帝元宏赏识。崔振外任冀州刺史、咸阳王元禧骠骑府司马，在任很久。太和二十年（496年），崔振升任建威将军、平阳郡太守，没有上任，转任高阳国内史。魏孝文帝南征时，征召崔振兼任尚书左丞，留守京城。崔振既因才干被提拔，当时的人都认为是荣耀。后来朝廷改定职官品级，崔振凭资历只能被定为五品，魏孝文帝诏令说：“崔振在太守任内政绩显著，应该有褒奖升职。”崔振因此出任太子庶子。
景明初年，崔振出任长兼廷尉少卿，他断案公正果断，以善于剖析案情而著称。景明二年（501年）五月，河内郡太守陆琇与咸阳王元禧同谋为逆，元禧失败阴谋暴露，崔振彻底查办罪状，将陆琇定罪大逆，陆氏的宗族老少都被拘捕。当时陆琇内外亲属和当朝权贵要人都为陆琇开脱，崔振崔振研查案情毫不松懈，终究没有宽纵，陆琇最终死于狱中，崔振奉行法令多如此例。正始初年，崔振出任龙骧将军、肆州刺史，在任内有政绩，回朝后出任河东郡太守。永平年间，崔振在河东郡去世，时年虚岁五十九。朝廷赠予龙骧将军、南兖州刺史，谥号定。崔振任官四十多年，考课总是被评定为称职，舆论赞美他。

## 家族

### 兄弟
- 崔挺，北魏昭武将军、司徒司马、泰昌景子

### 夫人
- 李氏[9][10]

### 子女
- 崔宣伯，早亡
- 崔子朗，东魏平西将军、侍御史